# Зайкин, Владимир Владимирович
Владимир Владимирович Зайкин (р. 9 апреля 1959, Транспортный) — советский и российский кинорежиссёр и сценарист. Член Союза кинематографистов России.

## Биография
Владимир Зайкин родился 9 апреля 1959 года в посёлке Транспортный Тенькинского района Магаданской области. В 1981 году окончил Красноярское театральное училище, (мастерская Н. Басина), получив специальность «актёр драматического театра и кино». В 1987—1990 годах Владимир Зайкин учился на сценарном факультете ВГИКа, в мастерской Р. Ибрагимбекова и А. Александрова. Творческий путь в кино начинал как автор сценариев — написал сценарии к ряду фильмов: «Экстренный педсовет» (1990), «Система Ниппель» (1990), «Муж собаки Баскервилей» (1990), «Болотная street, или Средство против секса» (1991), «Шкура» (1995). За сценарий фильма «Последнее дело Варёного» Владимир Зайкин получил премию мэрии Санкт-Петербурга (1994). Также выступал автором сюжетов для киножурнала «Ералаш». В 1994 году Владимир Зайкин дебютировал как режиссёр кино, поставив по своему сценарию комедию «На кого Бог пошлёт», которая на I кинофестивале популярных жанров «Белое солнце Адлера-96» получила Приз за Лучший конкурсный фильм и Приз за лучшую мужскую роль (С. Садальский). В том же году он выступил как режиссёр музыкальных клипов, сняв видеоклипы «Вальс-бостон» Александра Розенбаума и «Окрасился месяц багрянцем» Ольги Фадеевой.
В киножурнале «Ералаш» создал 36 сценариев, а также поставил ряд сюжетов в качестве режиссёра-постановщика.

## Фильмография

### Режиссёр
- 1994 — На кого Бог пошлёт
- 1996 — Спасибо, доктор
- 1997 — Дурная компания
- 1997 — Поживём — увидим
- 1999 — Любовь зла…
- 1999 — К славе
- 2002 — Башмачник
- 2002 — Чисто по жизни
- 2004 — Слушатель[1]
- 2004 — На вираже
- 2009 — Пятница. 12
- 2009 — Кровосмешение
- 2010 — Жёлтый в городе
- 2013 — Вверх тормашками
- 2013 — Звёздная любовь
- 2014 — Контуженый
- 2015 — Принцесса с севера
- 2015 — Графомафия[2]

#### Режиссёр сюжетов «Ералаша»
- 1989 — Выпуск № 75 (сюжет «Конфуз»)
- 1989 — Выпуск № 76 (сюжет «Ночной дозор»)
- 1990 — Выпуск № 78 (сюжет «Как я провёл лето»)
- 1990 — Выпуск № 78 (сюжет «Книголюб»)
- 2003 — Выпуск № 160 (сюжет «Кто круче?»)

### Сценарист
- 1990 — Муж собаки Баскервилей
- 1990 — Система «Ниппель»
- 1991 — Шкура
- 1991 — Болотная street, или Средство против секса
- 1991 — Экстренный педсовет
- 1994 — Последнее дело Варёного
- 1994 — На кого Бог пошлёт
- 1997 — Поживём — увидим
- 1999 — Любовь зла…
- 2002 — Башмачник
- 2004 — Слушатель
- 2004 — На вираже
- 2009 — Пятница. 12[3]
- 2010 — Пистолет Страдивари
- 2017 — Графомафия

#### Автор сценариев к сюжетам «Ералаша»
- 1988 — Выпуск № 66 (сюжет «Кошмар»)
- 1988 — Выпуск № 66 (сюжет «Учительница первая моя»)
- 1988 — Выпуск № 69 (сюжет «Парле ву франсе?»)
- 1989 — Выпуск № 73 (сюжет «Поезд ушёл»)
- 1989 — Выпуск № 75 (сюжет «Конфуз»)
- 1989 — Выпуск № 76 (сюжет «Ночной дозор»)
- 1989 — Выпуск № 77 (сюжет «Оборванец»)
- 1989 — Выпуск № 77 (сюжет «Спецконтроль»)
- 1990 — Выпуск № 78 (сюжет «Как я провёл лето»)
- 1990 — Выпуск № 78 (сюжет «Книголюб»)
- 1990 — Выпуск № 79 (сюжет «Было времечко»)
- 1990 — Выпуск № 81 (сюжет «Совесть»)
- 1991 — Выпуск № 85 (сюжет «17 мгновений Кипяткова»)
- 1991 — Выпуск № 86 (сюжет «Там, вдали за рекой»)
- 1993 — Выпуск № 96 (сюжет «Первый день свободы»)
- 1993 — Выпуск № 97 (сюжет «Уговорил»)
- 2003 — Выпуск № 160 (сюжет «Кто круче?»)
- 2004 — Выпуск № 169 (сюжет «Предупреждать надо…»)
- 2004 — Выпуск № 170 (сюжет «Сыщик»)
- 2004 — Выпуск № 173 (сюжет «Грызуны»)
- 2004 — Выпуск № 178 (сюжет «Дурной знак»)